# Mya arenaria
Espèce

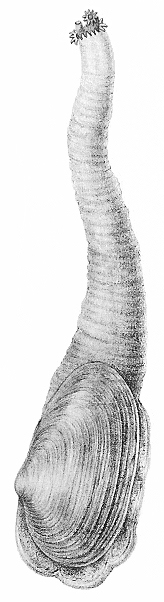
Le puissant siphon de Mya arenaria lui permet de se nourrir en restant enfoncé dans la vase, mais le trou ou le bouillonnement de vase qu'il produit permettent aux pêcheurs à pied de le repérer.

Mya arenaria, la mye commune, mye des sables ou bec de jar, est une espèce de grands bivalves de la famille des Myidae.

## Caractéristiques et mode de vie

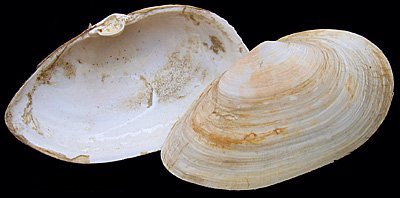
Mya arenaria.

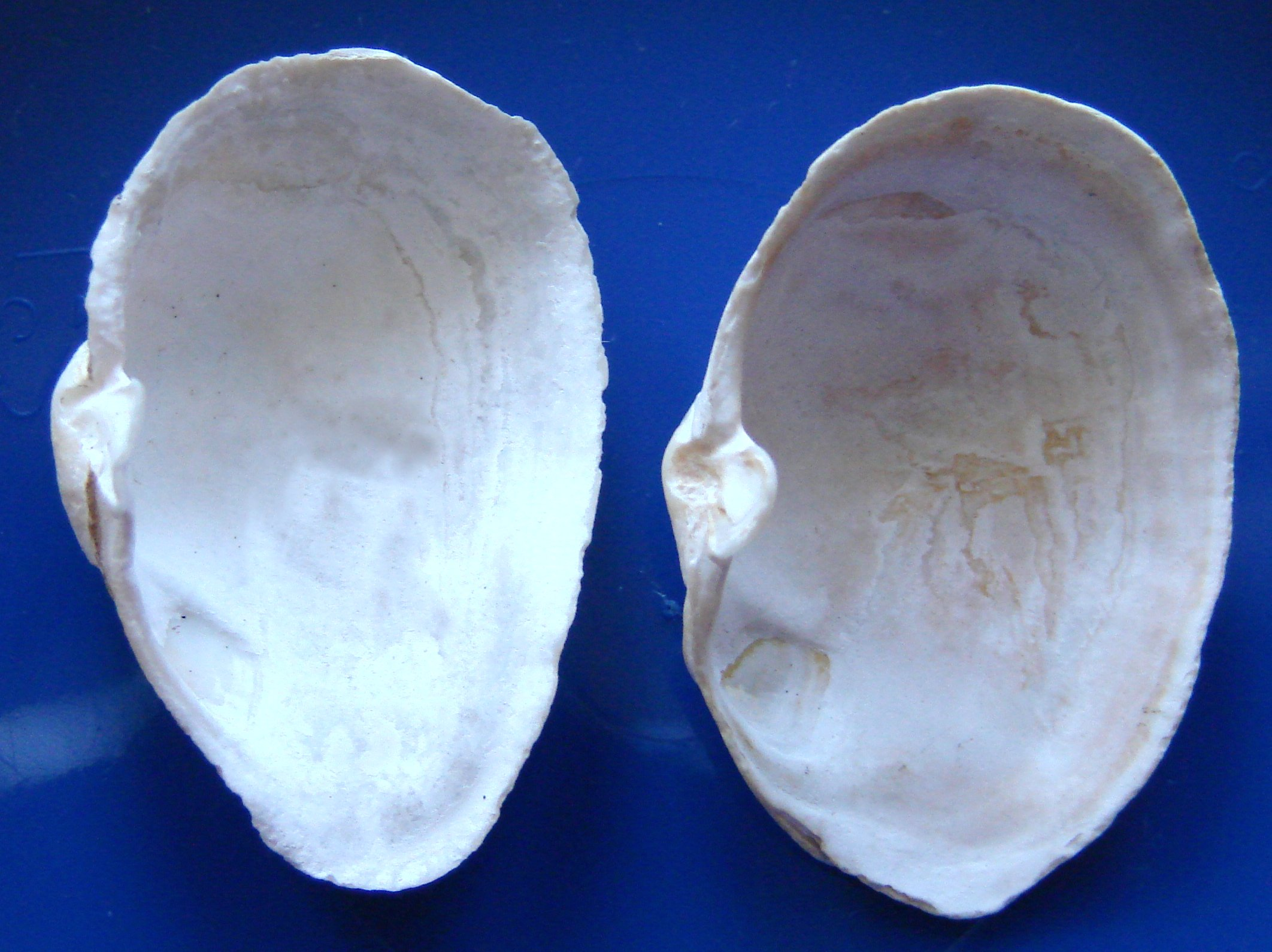
Mya arenaria.

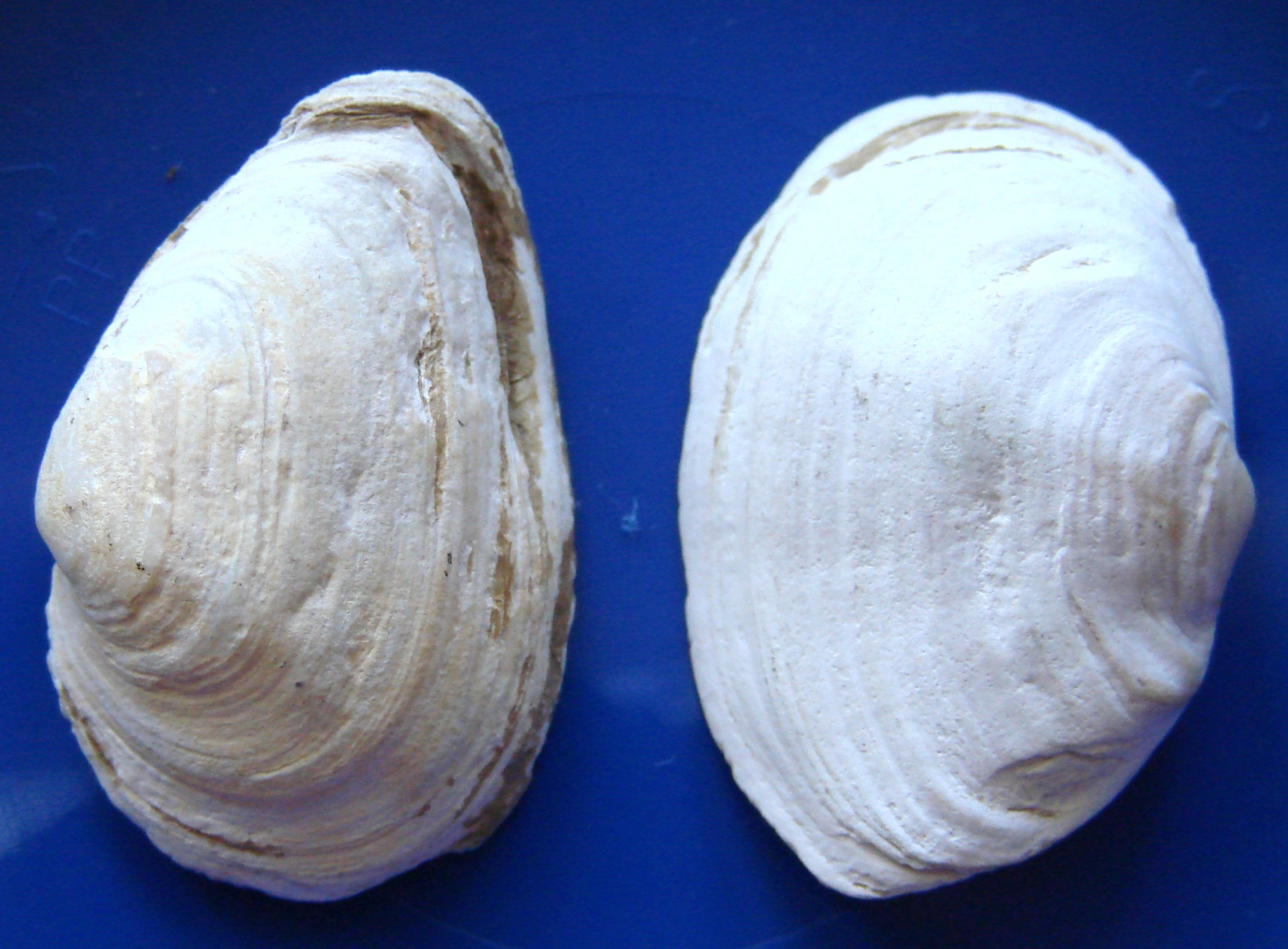
Mya arenaria ; la cuticule externe disparait rapidement après la mort du coquillage, laissant nettement apparaître les stries de croissance.

Ce mollusque sinupallié est protégé par une coquille équivalve aplatie, allongée, à l'ornementation assez faible. Endobenthique de type fouisseur profond, il vit dans les sédiments en filtrant l'eau au moyen d'un siphon.
Comme de nombreux autres bivalves, dont les moules et huîtres, il peut se « désintoxiquer » en stockant une grande partie des métaux lourds qu'il a filtrés dans sa coquille (le plomb en particulier). Sa coquille est cependant fragile. Elle se délite assez rapidement, relarguant ensuite les toxiques qu'elle contenait.
On le trouve enfoncé dans le sable vaseux ou la vase jusqu'à 90 cm de profondeur. Il est abrité par une coquille de carbonate de calcium, relativement cassante (plus fragile que celles d'autres espèces lui ressemblant), d'où la dénomination anglophone de "soft-shells".
Cet animal peut accumuler de nombreux toxiques, ce qui en fait un biointégrateur intéressant pour le suivi de la pollution chronique de sédiments et évaluer la contamination du réseau trophique (sa coquille pouvant, même après sa mort, conserver la trace de certaines pollutions antérieures).
Il a été proposé d'utiliser son « temps d'enfouissement » comme indicateur de son degré d'intoxication, mais d'autres facteurs peuvent intervenir.

## Noms vernaculaires
En Amérique du Nord anglophone, on appelle ces bivalves steamers, softshells, longnecks ou Ipswich clams.
En breton, il s'appelle kouilhoù kezeg ou turuilhed. En Acadie, on l'appelle « coque ».
Sur le Bassin d'Arcachon, on le nomme "clanque", "pitore" ou "claque"
Sur l'île d'Oléron il est appelé "badago".
Valve droite et gauche du même spécimen:

Valve droite
Valve gauche

## Aire de répartition
Cette espèce vit dans les sédiments sableux des littoraux exposés aux marées, des côtes sud des États-Unis, jusqu'au Canada, et le long de certains littoraux européens, notamment la mer des Wadden.
On en trouve aussi au Royaume-Uni, par exemple dans les bancs de sable de Llanrhidian dans l'ouest du Pays de Galles.
Il s'agit probablement d'une des premières espèces marines transportées : disparue au Pléistocène, les Vikings ont rapporté la palourde avec eux de leurs voyages sur la côte est-américaine et l'ont réintroduite sur les côtes du Danemark vers 1245 (datation de coquilles fossiles).

## Menaces
Comme tous les mollusques filtrants, il peut être victime du chalutage des fonds, des biocides utilisés dans les antifoolings ou des polluants accumulés dans la vase, dont métaux lourds, engrais et pesticides amenés par les fleuves ou les pluies. Les marées noires et pollutions pétrolières peuvent aussi l'affecter.

## Alimentation
Ce coquillage est fréquemment collecté par les pêcheurs à pied ou professionnels en Amérique du nord ; il est ensuite frit, cuit à l'eau, au beurre ou à la vapeur ou au four, après dégorgement dans de l'eau de mer propre.

## Risque de toxicité alimentaire
Les autorités nord américaines alertent régulièrement les consommateurs sur les risques liés à la consommation de mollusques filtreurs.
Cette espèce peut fortement bio-accumuler des métaux lourds et diverses toxines produites par les bactéries ou espèces de plancton dont elle se nourrit, notamment dans les estuaires, souvent eutrophisés, dystrophisés ou recueillant la pollution des bassins versants.
Elle est pour cette raison une source d'intoxications alimentaires pouvant induire des troubles digestifs (diarrhées, maux de ventre et vomissements), des urticaires, et plus exceptionnellement des paralysies par exemple lorsque la concentration de l'eau en Alexandrium tamarense ou Alexandrium ostenfeldii atteint 1 000 cellules par litre d'eau de mer, la chair du coquillage devient toxique pour l'homme, les mya seraient cependant 5 fois moins toxiques que les moules, dans le même environnement, selon une étude canadienne.

### Article connexe

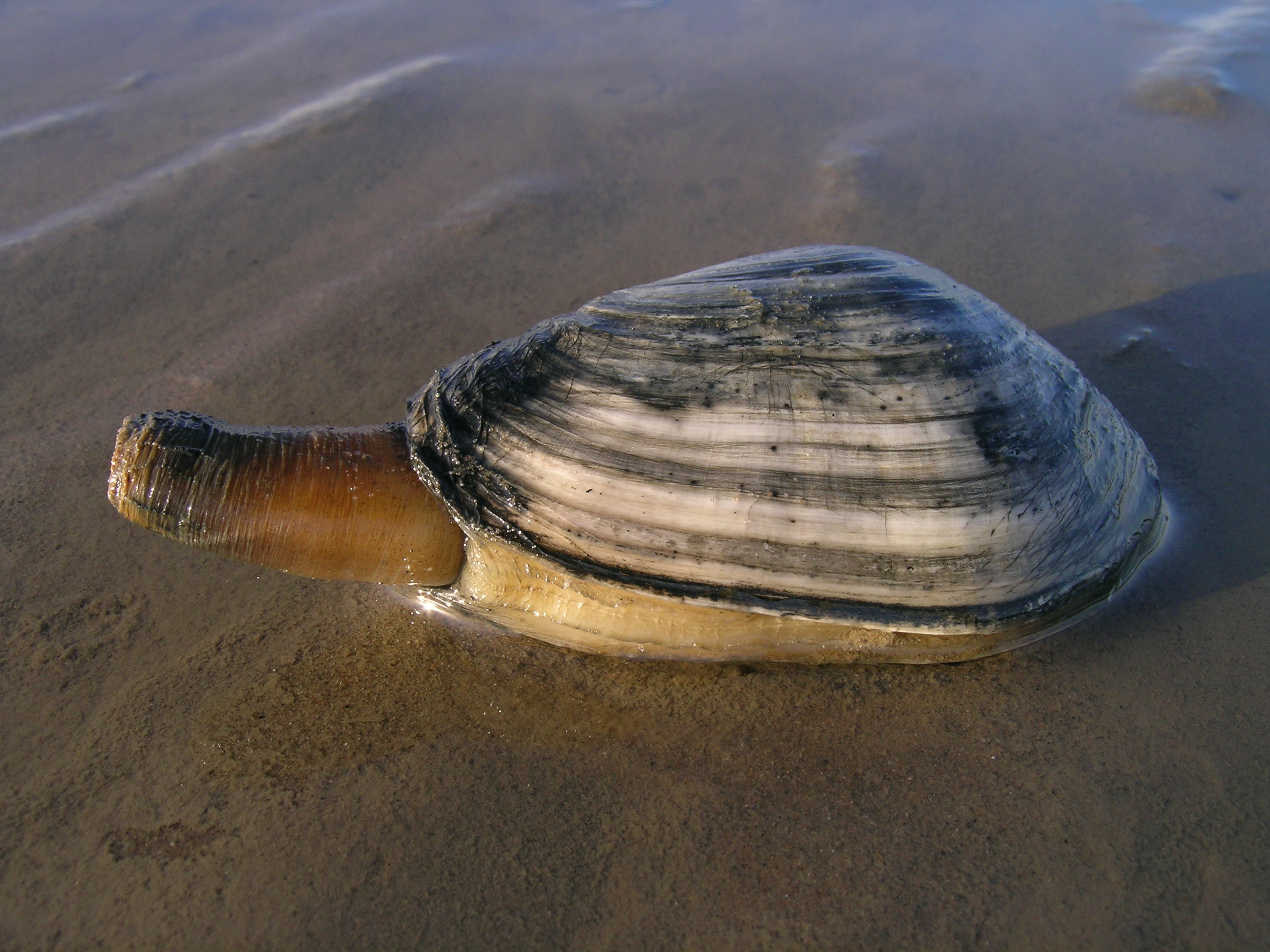